# باربيرا ديل فاليس
بلدية باربيرا ديل باليس (بالكاتالانية: Barberà del Vallès) هي إحدى بلديات مقاطعة برشلونة، والتي تقع في منطقة كاتالونيا، شرق إسبانيا.
يبلغ عدد سكانها 29.208 نسمة وفقاً لإحصائية سنة (2007).

## توأمة
لباربيرا ديل فاليس اتفاقيات توأمة مع كل من:
- غرولياسكو
- ليناريس

## أعلام
- اغوس ميدينا